# Kēlen
Il Kēlen è una lingua artificiale creata nel 1980 da Sylvia Sotomayor. Con tutta probabilità è uno dei tentativi meglio riusciti di creare una vera lingua aliena. La sua caratteristica fondamentale è infatti la violazione di una delle chiavi linguistiche universali, cioè il fatto che tutte le lingue umane possiedano verbi. Nel Kēlen le relazioni tra i gruppi nominali contenuti nella frase sono espressi da quattro relazionali. Nonostante questa vistosa peculiarità, il Kēlen risulta in definitiva una lingua espressiva ed intelligibile; testi scritti in Kēlen sono stati infatti tradotti in altre lingue sia dai creatori della lingua che da molte altre persone.
Nel suo contesto di lingua artistica, il Kēlen è parlato dalla specie aliena dei Kēleñi.